# شهرستان ژاوپینگ
شهرستان ژاوپینگ (به لاتین: Zhaoping County) یک شهرستان‌های جمهوری خلق چین در چین است که در هیژو واقع شده‌است.